# Pseudoglabellula meridionalis
Pseudoglabellula meridionalis is een vliegensoort uit de familie van de Mythicomyiidae. De wetenschappelijke naam van de soort werd voor het eerst geldig gepubliceerd in 1967 door Hesse.